# Westfaliano
El westfaliano (en westfaliano Westfäölsk, en bajo alemán Westfäälsch, en alemán Westfälisch) es una variedad lingüística del bajo sajón perteneciente al grupo del  bajo alemán.
Su característica más destacada es la diptongación (diptongos ascendentes). Por ejemplo, en westfaliano se dice ieten ([ɪɛtn̩]) mientras que en otras lenguas bajoalemanas se dice eten ("comer").

## Subdivisiones
El westfaliano se divide en cuatro grupos dialectales: 
- El habla de Münsterland (Münsterländer Platt), incluyendo el Borbecksch Platt;
- el westfaliano oriental (Ostwestfälisch), que incluye las hablas de la zona de Osnabrück y Tecklenburg;
- el habla del Sauerland (Sauerländer Platt), hablada en la región homónima;
- el habla del oeste de Münsterland (Westmünsterländisch).

Desde un punto de vista lingüístico e histórico, también pertenecen al westfaliano los dialectos hablados en el noreste de los Países Bajos (Drenthe, Twente, Achterhoek y Salland). Éstos en los últimos años han evolucionado más hacia el neerlandés por la influencia que ejerce esta lengua, mientras que en Alemania los dialectos están siendo sustituidos por el alemán estándar debido al envejecimiento de sus hablantes.

## Extensión
La zona de extensión del westfaliano comprende la parte nororiental del estado de Renania del Norte-Westfalia, es decir, la antigua provincia prusiana de Westfalia, a excepción del distrito de Siegen-Wittgenstein, y la parte sur del antiguo distrito de Weser-Ems (la región alrededor de Osnabrück y la zona de Emsland, en la moderna Baja Sajonia).

## Características
Algunas de las características del westfaliano son:
- Diferenciación ente la antigua "a" larga como en Rot (Rat en alto alemán, en español "consejo") de la "a" prolongada posteriormente como en Sake (Sache en alemán, en español "cosa")
- Diptongación de las antiguas vocales cortas en sílaba abierta como en iäten (essen en alto alemán, "comer" en español), wieten (wissen, saber), Iems (Ems, nombre propio), uapen (ofen, "abierto"), Fuegel (Vogel, "pájaro"). En algunas regiones también se diptongan las vocales largas, como en el ostfaliano.
- Palabras específicas, como küern ("hablar", en alemán sprechen) y Rüe ("perro", en alemán Hund).

El westfaliano ha conservado muchas estructuras gramaticales y rasgos fonéticos antiguos. Su forma escrita carece de ortografía normativizada, se escribe según la fonética. No obstante, se han elaborado ortografías para hablas específicas como la de Münsterland y la de Ravensberg.
El léxico del westfaliano está descrito en el Westfälisches Wörterbuch ("Diccionario de Westfalia") y en el Niedersächsisches Wörterbuch ("Diccionario del bajo sajón").

## Uso
Hoy en día, el verdadero westfaliano es hablado principalmente por personas mayores. En la vida cotidiana, la mayoría de la población de Westfalia habla una variedad local de alemán estándar con acento de Westfalia. Este acento no es tan marcado como, por ejemplo, el bávaro, pues Westfalia está cerca de la región de Hannover, cuya variedad se suele considerar cercana al alemán estándar moderno.
No obstante, el alemán que se habla en Westfalia ha tomado algunas palabras originarias del idioma westfaliano que son ininteligibles para otros hablantes de alemán de fuera de Westfalia. Algunos ejemplos son Pölter ("pijama"), Pömpel ("desatascador"), Plörre (término que hace referencia a un líquido desagradable o a una bebida o sopa aguada y sin sabor), o Pinöckel (palabra comodín que designa un objeto pequeño, generalmente puntiagudo).

### Dialecto del Westfaliano en Brasil
En la ciudad de Westfalia, en Rio Grande do Sul, el estado más meridional de Brasil ha adoptadado  una variación del  Westfaliano  llamado localmente: Vesfaliano como lengua co-oficial junto al Portugués del municipio.